# Priidu Beier

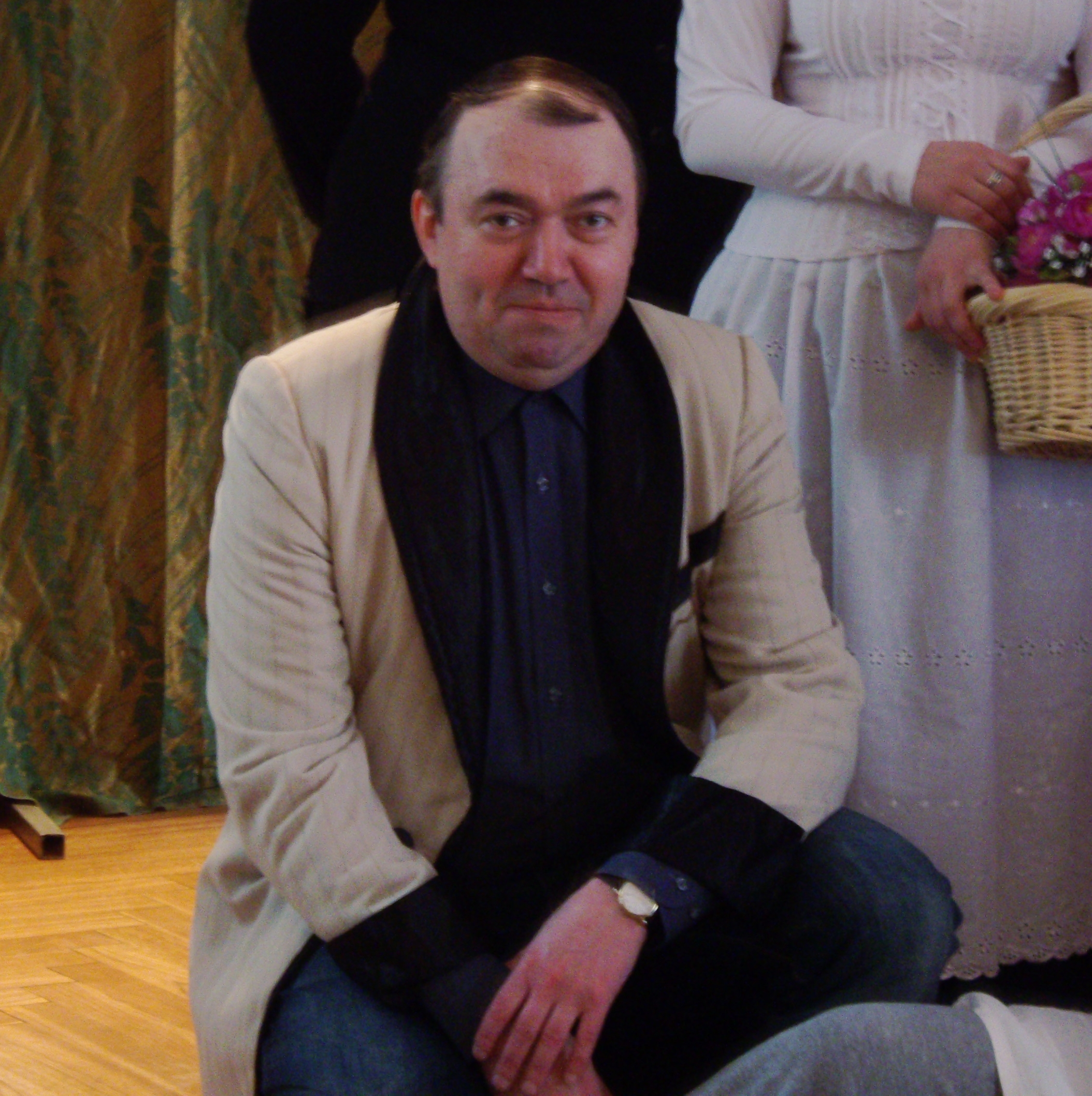
Priidu Beier 2011

Priidu Beier (* 16. Oktober 1957 in Tartu, Pseudonyme Matti Moguči, Pierre Bezuhhov, Ada Piirlup, Kersti Maarler) ist ein estnischer Lyriker.

## Leben
Priidu Beier besuchte von 1965 bis 1976 verschiedene Schulen in Südestland und absolvierte von 1976 bis 1983 ein Geschichtsstudium an der Universität Tartu. Von 1984 bis 1991 war er am Tartuer Kunstmuseum angestellt, danach war er Lehrer an verschiedenen Schulen. Gleichzeitig war er im journalistischen Bereich aktiv und von 1992 bis 1994 Kulturredakteur bei Postimees. Seit 1994 ist er Lehrer für Kunst, Philosophie und Geschichte am Hugo-Treffner-Gymnasium in Tartu.
Beier ist seit 1989 Mitglied des Estnischen Schriftstellerverbandes.

## Werk
Priidu Beier debütierte 1976 mit Gedichten in der Zeitschrift Sirp ja Vasar und beteiligte sich an Sammelbänden, in denen Nachwuchsautorinnen und -autoren vorgestellt wurden. Sein erster Gedichtband erschien jedoch erst 1986, nachdem der Autor zuvor mehrfach bei der Zensur angeckt war. Dadurch wurde er in den 1970er- und 1980er-Jahren ein populärer Darsteller auf Gedichtabenden, der auch als „Underground-Dichter“ bezeichnet worden ist.
Nach seinem Debüt folgten schnell weitere Gedichtbände, teilweise unter Verwendung des Pseudonyms Matti Moguči. Hierhinter verbarg sich jedoch nicht nur Priidu Beier, sondern auch der Tartuer Kunstsammler Matti Milius (1945–2015), der die Gedichte häufig vortrug, wofür dieser von Beier mit 5 Rubeln entlohnt wurde. Für das Pseudonym, das der Name eines Reitpferdes in Leo Tolstois Roman Anna Karenina ist, hatte die Dichterin Doris Kareva gesorgt.
Beiers Gedichte sind stellenweise obszön und weisen Bezüge zur Tagespolitik auf, generell ist in ihnen eine gewisse Unangepasstheit festzustellen, wodurch sie „eine besondere Position abseits der Hauptströmungen der estnischen Lyrik“ einnehmen.

## Auszeichnungen
- 2002 Juhan-Liiv-Gedichtpreis
- 2008 Gustav-Suits-Gedichtstipendium

## Bibliographie
- Vastus [Antwort]. Eesti Raamat, Tallinn 1986.
- Tulikiri [Feuerschrift]. Eesti Raamat, Tallinn 1989.
- als Matti Moguči: Õrn ja rõve. Kolmas kogu luulet [Zart und grob. Dritte Sammlung Gedichte]. s.n., Tartu 1989.
- Mustil päevil [An schwarzen Tagen]. Eesti Raamat, Tallinn 1991.
- Femme fatale. Huma, [Tallinn] 1997.
- als Matti Moguči: Mina – Eiffeli torn [Ich – der Eiffelturm]. s.n., Tartu 1999 (1982).
- Maavalla keiser ehk Kurb klounaad [Der Kaiser der Landgemeinde oder Traurige Clownerie]. s.n., Tartu 2000.
- Monaco. s. l., Tartu 2002.
- als Matti Moguči: Mina – metsikuim mehike [Ich – das wildeste Männlein]. s.n., Tartu 2005 (1984).
- Saatmata kirjad. Luuletusi aastatest 1976-2000 [Nicht abgeschickte Briefe. Gedichte aus den Jahren 1976–2000]. Verb, [Tallinn] 2007.

## Sekundärliteratur
- Jaak Urmet: Lähemalt ühes legendist. In: Vikerkaar. 4/2000, S. 81–90.
- Vaapo Vaher: Kaevates sulega hauda. Priidu Beier 47. In: Looming. 10/2004, S. 1545–1554.